# ITV (Việt Nam)
iTV (viết tắt của Interactive Television, còn gọi là Kênh iTV) là kênh truyền hình ca nhạc tương tác 24/7, có giấy phép thuộc Đài Truyền hình Kỹ thuật số VTC, do Công ty Truyền hình di động VTC (Tổng công ty Truyền thông đa phương tiện VTC) phát triển giải pháp công nghệ, xây dựng format chương trình và sản xuất nội dung, lên sóng từ 1/1/2008. Đây là kênh truyền hình tương tác chuyên biệt đầu tiên tại Việt Nam. Đối tượng khán giả chủ yếu của kênh iTV là tầng lớp thanh thiếu niên.

## Lịch sử
Kênh iMusicTV (tiền thân của iTV) được chính thức phát sóng thử nghiệm lúc 10h10 ngày 31/12/2007, phát sóng chính thức ngày 10/01/2008 trên kênh VTC10. Toàn bộ format nội dung và giải pháp kỹ thuật do Công ty Truyền hình Di động VTC phát triển và duy trì đến thời điểm hiện tại.
Kênh chuyển sóng từ kênh VTC10 sang VTC13 vào 10h ngày 24/10/2008.
Ngày 19/01/2011, Công ty Truyền hình Di động VTC cho ra mắt thêm phiên bản HD của kênh Truyền hình âm nhạc tương tác iTV.
Kênh iTV được vận hành theo hình thức hợp tác liên kết sản xuất nội dung kênh truyền hình giữa Đài Truyền hình Kỹ thuật số VTC và Công ty Truyền hình Di động VTC (sau đổi tên là Công ty VTC Media) thuộc Tổng Công ty Truyền thông Đa Phương tiện VTC.
Tháng 2/2017, Tổng Công ty Truyền thông Đa Phương tiện ra quyết định chuyển nhiệm vụ sản xuất kinh doanh kênh truyền hình iTV từ công ty VTC Media sang công ty VTC Intecom. Kể từ thời điểm này, kênh iTV với sự đầu tư lớn về mặt nội dung đã lên sóng hạ tầng mới SCTV kênh SCTV 20.
Ngày 27 tháng 10 năm 2017, kênh iTV chuyển sóng từ kênh VTC13 sang kênh SCTV20 trên hạ tầng của SCTV, lên sóng trên vệ tinh của VTC Digital vào ngày 31 tháng 10. Kênh lên sóng chính thức vào ngày 1 tháng 11 năm 2017.
Ngày 31 tháng 12 năm 2018: Sau 12 năm làm việc, tổng Công ty VTC chính thức tuyên bố ngừng phát sóng Kênh truyền hình âm nhạc tương tác - iTV Music vì nhiều lí do khác nhau.

## Nội dung chính

### Lịch phát sóng (từ tháng 9/2018)
| Time          | Thứ Hai            | Thứ Ba             | Thứ Tư             | Thứ Năm            | Thứ Sáu            | Thứ Bảy            | Chủ Nhật         |
| 00:00 - 00:05 | iTV Now Quốc tế    | iTV Now Quốc tế    | iTV Now Quốc tế    | iTV Now Quốc tế    | iTV Now Quốc tế    | iTV Now Quốc tế    | iTV Now Quốc tế  |
| 00:05 - 02:00 | Ca nhạc Quốc tế    | Ca nhạc Quốc tế    | Ca nhạc Quốc tế    | Ca nhạc Quốc tế    | Ca nhạc Quốc tế    | Ca nhạc Quốc tế    | Ca nhạc Quốc tế  |
| 02:05 - 02:05 | iTV Now Việt Nam   | iTV Now Việt Nam   | iTV Now Việt Nam   | iTV Now Việt Nam   | iTV Now Việt Nam   | iTV Now Việt Nam   | iTV Now Việt Nam |
| 02:05 - 04:00 | Ca nhạc Việt Nam   | Ca nhạc Việt Nam   | Ca nhạc Việt Nam   | Ca nhạc Việt Nam   | Ca nhạc Việt Nam   | Ca nhạc Việt Nam   | Ca nhạc Việt Nam |
| 04:00 - 04:05 | iTV Now Quốc tế    | iTV Now Quốc tế    | iTV Now Quốc tế    | iTV Now Quốc tế    | iTV Now Quốc tế    | iTV Now Quốc tế    | iTV Now Quốc tế  |
| 04:05 - 06:00 | Ca nhạc Quốc tế    | Ca nhạc Quốc tế    | Ca nhạc Quốc tế    | Ca nhạc Quốc tế    | Ca nhạc Quốc tế    | Ca nhạc Quốc tế    | Ca nhạc Quốc tế  |
| 06:00 - 06:05 | iTV Now Việt Nam   | iTV Now Việt Nam   | iTV Now Việt Nam   | iTV Now Việt Nam   | iTV Now Việt Nam   | iTV Now Việt Nam   | iTV Now Việt Nam |
| 06:05 - 08:00 | Ca nhạc Việt Nam   | Ca nhạc Việt Nam   | Ca nhạc Việt Nam   | Ca nhạc Việt Nam   | Ca nhạc Việt Nam   | Ca nhạc Việt Nam   | Ca nhạc Việt Nam |
| 08:00 - 08:05 | iTV Now Quốc tế    | iTV Now Quốc tế    | iTV Now Quốc tế    | iTV Now Quốc tế    | iTV Now Quốc tế    | iTV Now Quốc tế    | iTV Now Quốc tế  |
| 08:05 - 10:00 | Ca nhạc Quốc tế    | Ca nhạc Quốc tế    | Ca nhạc Quốc tế    | Ca nhạc Quốc tế    | Ca nhạc Quốc tế    | Ca nhạc Quốc tế    | Ca nhạc Quốc tế  |
| 10:00 - 10:05 | iTV Now Việt Nam   | iTV Now Việt Nam   | iTV Now Việt Nam   | iTV Now Việt Nam   | iTV Now Việt Nam   | iTV Now Việt Nam   | iTV Now Việt Nam |
| 10:05 - 12:00 | Ca nhạc Việt Nam   | Ca nhạc Việt Nam   | Ca nhạc Việt Nam   | Ca nhạc Việt Nam   | Ca nhạc Việt Nam   | Ca nhạc Việt Nam   | Ca nhạc Việt Nam |
| 12:00 - 12:05 | Beat Up            | OST                | Tình khúc Bolero   | iTV Collection     | iPlaylist          | iCover             | i Ring Top Hits  |
| 12:05 - 12:30 | Beat Up            | OST                | Ca nhạc Quốc tế    | iTV Collection     | iPlaylist          | iCover             | Ca nhạc Quốc tế  |
| 12:30 - 14:00 | Ca nhạc Quốc tế    | Ca nhạc Quốc tế    | Ca nhạc Quốc tế    | Ca nhạc Quốc tế    | Ca nhạc Quốc tế    | Ca nhạc Quốc tế    | Ca nhạc Quốc tế  |
| 14:00 - 14:05 | iTV Now Việt Nam   | iTV Now Việt Nam   | iTV Now Việt Nam   | iTV Now Việt Nam   | iTV Now Việt Nam   | iTV Now Việt Nam   | iTV Now Việt Nam |
| 14:05 - 16:00 | Ca nhạc Việt Nam   | Ca nhạc Việt Nam   | Ca nhạc Việt Nam   | Ca nhạc Việt Nam   | Ca nhạc Việt Nam   | Ca nhạc Việt Nam   | Ca nhạc Việt Nam |
| 16:00 - 16:05 | iTV Now Quốc tế    | iTV Now Quốc tế    | iTV Now Quốc tế    | iTV Now Quốc tế    | iTV Now Quốc tế    | iTV Now Quốc tế    | iTV Now Quốc tế  |
| 16:05 - 18:00 | Ca nhạc Quốc tế    | Ca nhạc Quốc tế    | Ca nhạc Quốc tế    | Ca nhạc Quốc tế    | Ca nhạc Quốc tế    | Ca nhạc Quốc tế    | Ca nhạc Quốc tế  |
| 18:00 - 18:05 | iMusic TOP Hits VN | iMusic TOP Hits QT | iMusic TOP Hits HQ | iTV Now Việt Nam   | i Ring Top Hits    | iTV Now Việt Nam   | OST              |
| 18:05 - 18:10 | iMusic TOP Hits VN | iMusic TOP Hits QT | iMusic TOP Hits HQ | Ca nhạc Việt Nam   | iTV Now Việt Nam   | Ca nhạc Việt Nam   | OST              |
| 18:11 - 18:30 | iMusic TOP Hits VN | iMusic TOP Hits QT | iMusic TOP Hits HQ | Ca nhạc Việt Nam   | Ca nhạc Việt Nam   | Ca nhạc Việt Nam   | OST              |
| 18:30 - 20:00 | Ca nhạc Việt Nam   | Ca nhạc Việt Nam   | Ca nhạc Việt Nam   | Ca nhạc Việt Nam   | Ca nhạc Việt Nam   | Ca nhạc Việt Nam   | Ca nhạc Việt Nam |
| 20:00 - 20:30 | iTV Collection     | iPlaylist          | iCover             | Sitcom             | Beat up            | OST                | Tình khúc Bolero |
| 20:30 - 21:30 | Ca nhạc Quốc tế    | Ca nhạc Quốc tế    | Ca nhạc Quốc tế    | Ca nhạc Quốc tế    | Ca nhạc Quốc tế    | Ca nhạc Quốc tế    | Ca nhạc Quốc tế  |
| 21:30 - 22:00 | Sitcom             | Ca nhạc Quốc tế    | Ca nhạc Quốc tế    | iMusic TOP Hits VN | iMusic TOP Hits QT | iMusic TOP Hits HQ | iTV Collection   |
| 22:00 - 22:05 | iTV Now Việt Nam   | iTV Now Việt Nam   | iTV Now Việt Nam   | iTV Now Việt Nam   | iTV Now Việt Nam   | iTV Now Việt Nam   | iTV Now Việt Nam |
| 22:05 - 00:00 | Ca nhạc Việt Nam   | Ca nhạc Việt Nam   | Ca nhạc Việt Nam   | Ca nhạc Việt Nam   | Ca nhạc Việt Nam   | Ca nhạc Việt Nam   | Ca nhạc Việt Nam |

### Các chương trình của iTV
- iMusic Top Hits: Bảng xếp hạng âm nhạc hàng tuần dựa trên lượng bình chọn các ca khúc của khán giả.
+ Top Hits Việt Nam: 21h30 Thứ 5, phát lại 18h00 Thứ 2.
+ Top Hits Quốc tế: 21h30 Thứ 6, phát lại 18h00 Thứ 3.
+ Top Hits Hàn Quốc: 21h30 Thứ 7, phát lại 18h00 Thứ 4.
- i Ring Top Hits: Bảng xếp hàng các ca khúc nhạc chờ được yêu thích nhất trong tuần.
+ Phát sóng: 18h00 thứ 2, 4, 6, chủ nhật hằng tuần.
- iTV Remix: Những bài hát hay nhất theo từng chủ đề.
+ Phát sóng từ 16/11/2017 lúc 20h hàng ngày
+ Phát lại 11h30 ngày hôm sau.
- iCover: Những ca khúc cover đình đám.
+ Phát sóng 22h00 Thứ Tư hàng tuần
+ Phát lại 15h30 Thứ Năm
- Beat Up: Tuyển tập các ca khúc của các nghệ sĩ nổi tiếng, nơi tôn vinh sự cống hiến của các nghệ sĩ có sinh nhật hoặc thành tựu trong tháng.
+ Phát sóng: 22h00 Thứ Sáu hàng tuần
+ Phát lại: 22h00 Chủ Nhật & 12h00 Thứ Hai hàng tuần
- OST: Tuyển tập nhạc phim hot
+ Phát sóng: 22h00 Thứ Bảy
+ Phát lại: 15h30 Thứ Hai tuần tiếp theo

## Đón nhận
Kênh ca nhạc tương tác iTV trước đây (từ 2008) được phát sóng trên kênh VTC13 của đài Truyền hình Kỹ thuật số VTC. Kênh iTV phát sóng miễn phí trên phạm vi toàn quốc trên hạ tầng truyền hình Kỹ thuật số mặt đất DVB - T/T2 (thuộc đài Truyền hình VTC) và Truyền hình Vệ tinh DVB - S2 của VTC Digital. Ngoài ra Kênh iTV còn được hầu hết các đơn vị cung cấp dịch vụ truyền hình lớn  tiếp sóng như VTVcab, MyTV, MobiTV, Truyền hình FPT, NextTV..... Ngày 1/11/2017, kênh iTV chính thức chuyển đổi hạ tầng phát sóng sang kênh SCTV20 của truyền hình cáp SCTV.
Kể từ khi ra mắt, kênh đã nhận được sự đón nhận đông đảo từ phía khán giả vì cách thức phát sóng mới lạ lần đầu có mặt tại Việt Nam. Kênh cũng được chọn là nơi phát hành ca khúc mới của nhiều ca sĩ, kênh còn đầu tư cho ra mắt nhiều sản phẩm âm nhạc độc quyền chỉ có trên iTV. Hiện tại, khi lên sóng kênh SCTV20, iTV ngày càng đầu tư hơn vào phần nội dung cũng như hạ tầng phát sóng để ngày càng phủ sóng trên mọi miền Tổ Quốc, tiếp cận đến khán giả theo dõi iTV khắp cả nước.

## Kết thúc sứ mệnh
Ngày 31 tháng 12 năm 2018, sau 12 năm làm việc, tổng Công ty VTC chính thức tuyên bố ngừng phát sóng Kênh truyền hình âm nhạc tương tác - iTV Music vì nhiều lí do khác nhau.